# Streptomicină
Streptomicina este un antibiotic cu acțiune bactericidă din clasa aminoglicozidelor care acționează asupra bateriilor Gram-negative, fiind utilizat în tratamentul unor infecții bacteriene. Printre acestea se numără tuberculoza (în combinație cu alte antituberculoase: izoniazidă, rifampicină și pirazinamidă), tularemia, ciuma, bruceloza și endocardita enterococică. Alte infecții includ infecțiile oculare. Căile de administrare disponibile sunt locală (sub formă de colir), intravenoasă și intramusculară
Se află pe lista medicamentelor esențiale ale Organizației Mondiale a Sănătății.

## Istoric
Antibioticul a fost izolat pentru prima oară la 19 octombrie 1943 de către Albert Schatz de la Rutgers University - The State University of New Jersey. Totuși premiul Nobel pentru descoperirea streptomicinei i-a fost acordat profesorului Selman Abraham Waksman, care a pretins că această descoperire îi aparține lui. Antibioticul este deosebit important mai ales în combaterea tuberculozei.

## Utilizări medicale

### Acțiune
Streptomicina este activă față de M.tuberculosis, micobacterii atipice (M. kansasii, M. avium) cât și față de unii bacili Gram-negativ, coci Gram-pozitiv și Gram-negativ. Deoarece nu penetrează intracelular, este activă în principal pe micobacteriile extracelulare. Ea acționează  bactericid prin inhibarea sintezei proteice la nivelul subunității ribozomale 30S. Datorită dezvoltării rapide a rezistenței, în caz de utilizare ca medicație unică, se folosește totdeauna în scheme polichimioterapice. Pătrunde greu în lichidul cefalorahidian, meningele inflamat fiind mai greu permeabil, dar realizează concentrații terapeutice în lichidul pleural. Se elimină în majoritate (75%) pe cale renală.
Se administrează doar injectabil, frecvent pe cale intramusculară, în doze de 1 gram/zi. Streptomicina se folosește, asociată altor chimioterapice majore, în schemele de terapie inițială a tuberculozei, și este considerată ca o alternativa pentru etambutol în cadrul polichimioterapiei. Este indicată mai ales la bolnavii cu forme severe de tuberculoză (meningită tuberculoasă sau boala diseminată) precum și în tratamentul infecțiilor rezistente la alte tuberculoase.
Prezintă un risc mare de producere a unor reacții toxice, în special în condițiile administrării prelungite, motiv pentru care în prezent este indicată ca medicație de rezervă, doar în tratamentul tuberculozei. Se știe că poate produce ototoxicitate, cu tulburări vestibulare și acustice, nefrotoxicitate, cu risc, în special în caz de insuficiență renală, fenomene alergice, cu erupții cutanate și fenomene iritative, radiculare și medulare, după introducerea intrarahidiană.

## Reacții adverse
Ototoxicitate și nefrotoxicitate.